# Bocina

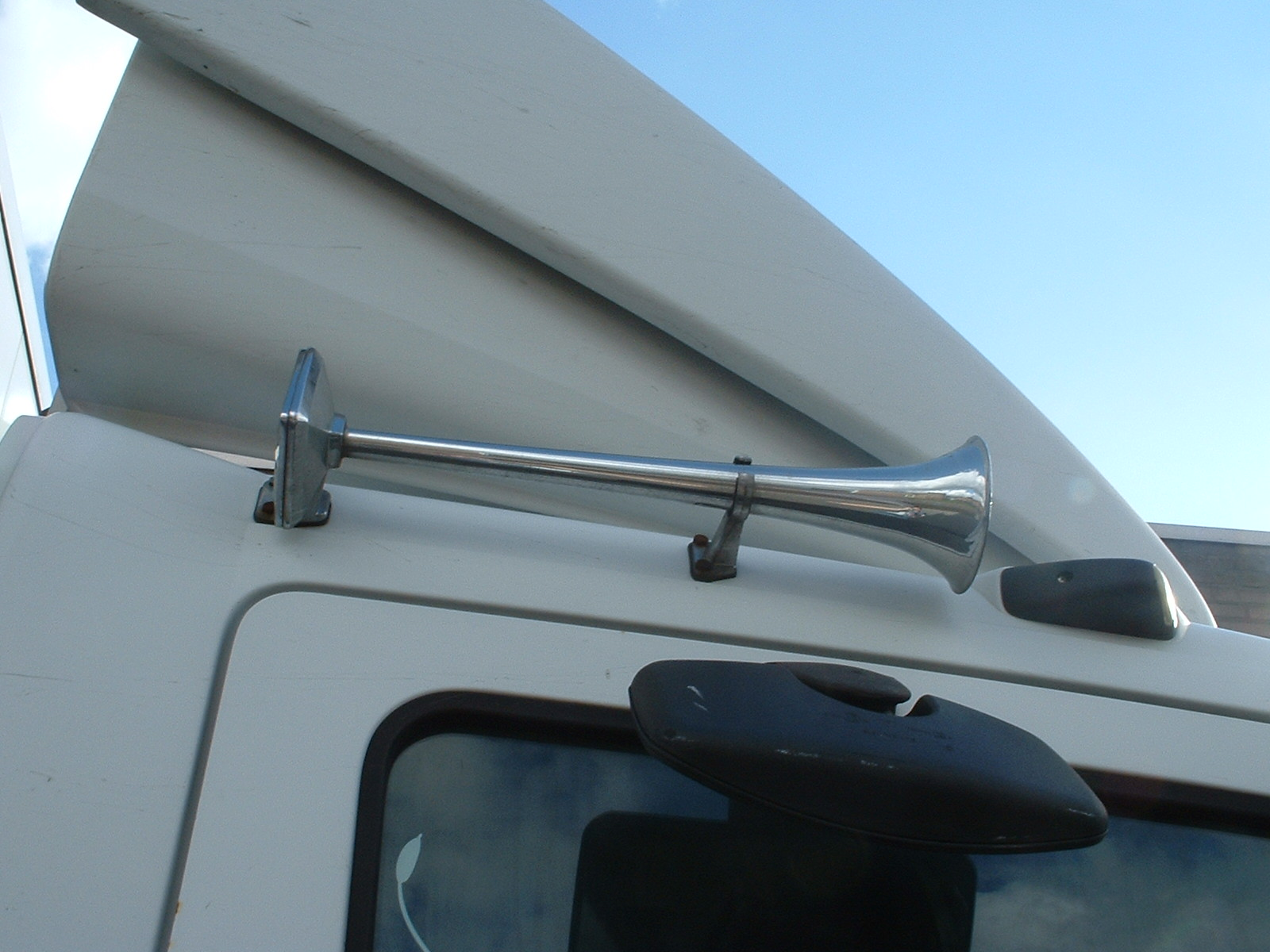
Claxon.

Se denomina bocina, corneta, pito o claxon a un instrumento compuesto de una pera de goma y una trompeta unidos.
Al presionar la pera, el aire sale por la trompeta, creando sonido.
Antiguamente se usaba en los automóviles como señal acústica, siendo sustituido a partir de la década de 1920 por un elemento accionado por energía eléctrica.
Del mismo modo la bocina es utilizada en vehículos como camiones, trenes, barcos, motocicletas o bicicletas, etc, variando de acuerdo a cada vehículo.

## Historia de la bocina

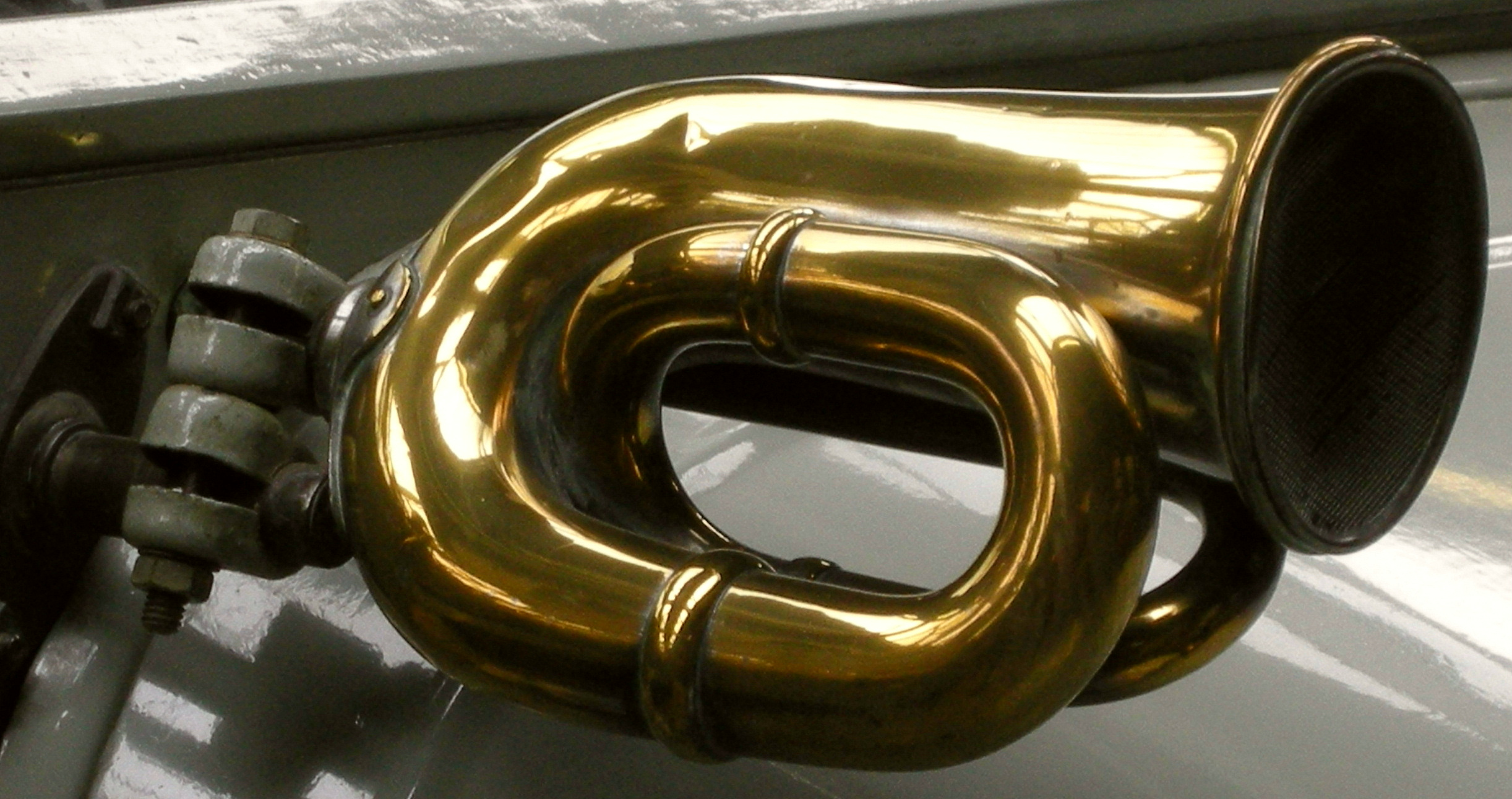
Bocina de aire antigua en la galería de transporte del Museo Industrial de Bradford, Bradford, West Yorkshire, Inglaterra.

La bocina acústica se inventó en Francia en 1680. Después se introdujo en Alemania y allí se perfeccionó y se aplicó a la música. 
Esta se adoptó en Francia en 1730 pero no la introdujeron en la orquesta de la ópera hasta en 1757. 
En esta época daba muy pocos sonidos, pero en 1759 un alemán llamado Hampl discurrió que era fácil hacerle producir otros, tapando con la mano una parte del pabellón o campana del instrumento. Este descubrimiento abrió la carrera a artistas hábiles que se entregaban al estudio de la trompa. Otro alemán llamado Haltenhoft mejoró este instrumento añadiendo una bomba por medio de la cual se afina exactamente, cuando por el calor del aliento se suben las entonaciones.

## Bocina de automóvil
A finales del siglo XIX,en los primeros automóviles, la bocina acústica se utilizó como sistema de advertencia para con los peatones y otros coches, tratándose de un dispositivo provisto de una especie de pera de goma unida a una trompeta metálica, que normalmente empieza como un tubo cilíndrico que se curva y termina en un tubo cónico, generando un sonido peculiar cuando se aprieta dicha pera. Este tipo de bocina lo utilizan también los panaderos ambulantes para anunciar su presencia.
La antigua bocina para automóvil de accionamiento manual finalmente se transformó en una bocina eléctrica; en abril de 1914, Robert Bosch presentó en Alemania la patente de la primera bocina eléctrica de coche, que finalmente salió al mercado en 1921.
La bocina del automóvil suele ser de un solo sonido o de dos sonidos; también hay un tipo de bocina que emite una melodía, en cuyo caso es una bocina musical, por ser la melodía un elemento de la música; también se dice en ese caso que su sonido es melodioso.

### Distintos nombres de la bocina de automóvil
Corneta
En Venezuela se denomina corneta para referirse estrictamente a la bocina de automóvil o claxon ("tocar la corneta"), y también se usa algunas veces como sinónimo de altavoz.
Claxon

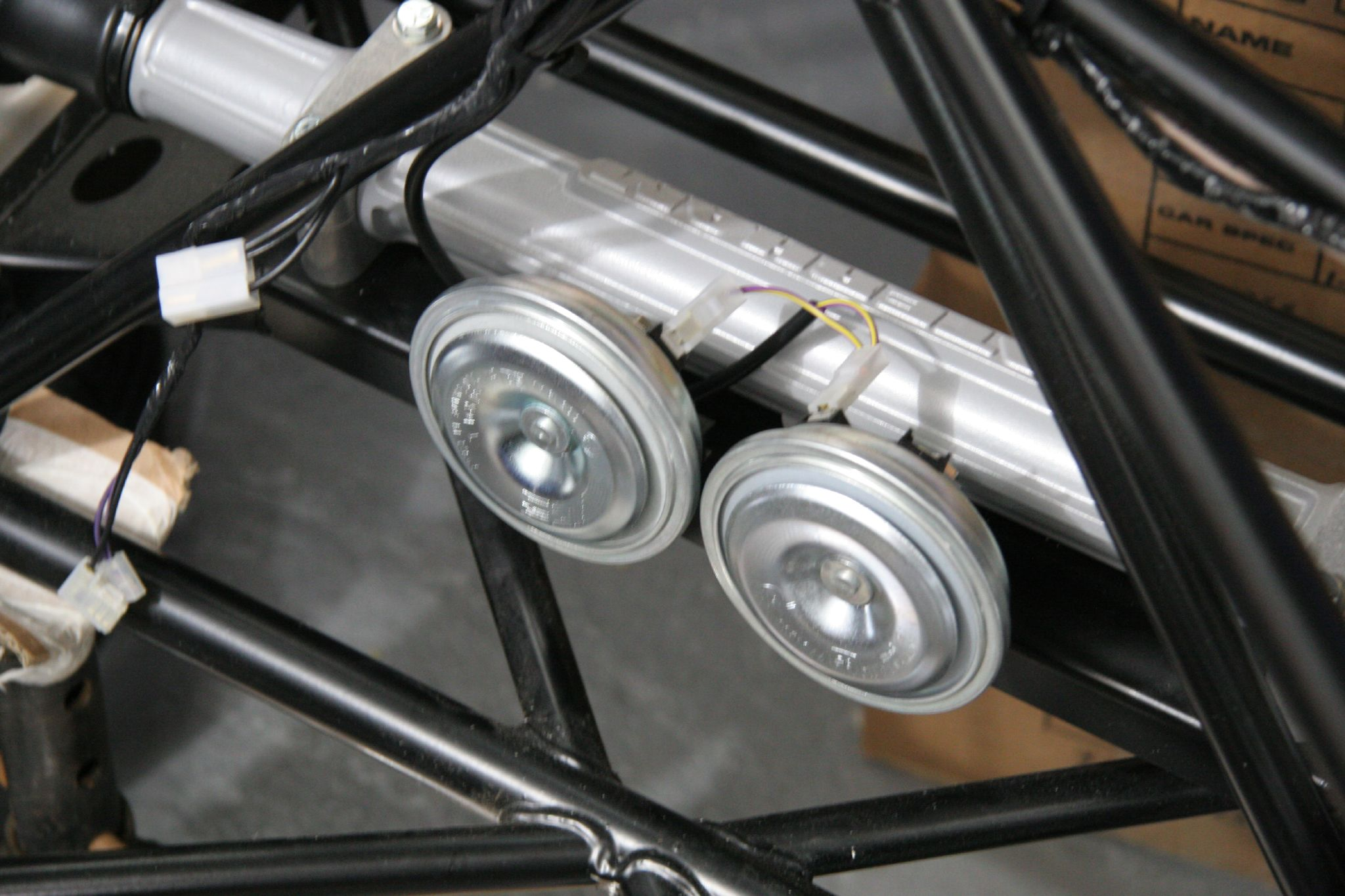
Bocina eléctrica moderna de automóvil.

En Cuba, España, México, Perú y algunos otros países hispanohablantes se le llama claxon.
Se trata de un término tomado de la marca comercial registrada de bocinas Klaxon, lo cual se convirtió en sinónimo coloquial de esta parte del automóvil.
Probablemente estaba basado en el término griego klazein (‘rugir’), cognado del término latín clángere (‘resonar’).
Su plural es ambiguo: claxons (especialmente en Cuba) o cláxones.
En Monterrey (México) hay un grupo de rock llamado Los Claxons.
En Inglaterra existe también un grupo de rock llamado Klaxons.
Pito
En algunos países también se le conoce como pito, casos de Colombia, Venezuela , Puerto Rico y El Salvador.

## Bocina de tren
En la locomotora diesel-eléctrica la bocina se utiliza como aviso cuando el tren se aproxima a un paso a nivel con una avenida para alertar a los peatones y otros coches que el tren va a cruzar dicha avenida. Es un dispositivo que consta de varias trompetas metálicas y genera un sonido similar al de la trompeta y el trombón. Esta bocina suele ser de un solo sonido o de 2, 3 o 4 sonidos; cuando es de 3 o 4 sonidos (acorde) es una bocina musical, por ser el acorde un elemento de la música; también se dice en ese caso que su sonido es armonioso, por ser la armonía un conjunto de acordes y la rama de la música que los estudia; el acorde que emite la bocina del tren suele ser un acorde mayor, menor o menor con 7ma menor.

## Bocina como altavoz
En algunos países de Hispanoamérica se le llama bocina al altavoz, bafle, parlante o altoparlante, el cual es un dispositivo utilizado para la reproducción de sonido o música a partir de una señal eléctrica. En el caso de Venezuela se usa el término corneta.

## Contaminación ambiental (sonora o acústica)
En la cultura contemporánea, el claxon o bocina es uno de los más frecuentes elementos de la contaminación sonora: sustituyendo a la voz humana; muchísimas personas al volante (automóvil, autobús, camión, etc.) accionan el claxon o bocina sin la debida consideración de las personas ni circunstancias circundantes.
Su uso indiscriminado es impertinente, por ello el código de circulación sólo autoriza su uso con toques repetidos y cortos en los siguientes casos tan sólo de día:
- Para evitar un posible accidente.
- Para avisar de nuestra posición a quien intenta incorporarse a la vía (y más si lo intenta marcha atrás).
- Para señalizar nuestra circulación como vehículo prioritario (también sería imprescindible el uso de la señal de emergencia).
- Para avisar al conductor que nos precede de nuestra intención de adelantarlo.

Muchas personas poseen el mal hábito de usar el claxon con el vehículo parado o estacionado con la finalidad de llamar a una persona. Esta costumbre es típica de algunos países. 